# Marquinhos Paraná
Pour les articles homonymes, voir Marquinhos (homonymie).
Marquinhos Paraná (de son vrai nom Antônio Marcos da Silva Filho) est un footballeur brésilien né le 20 juillet 1977. Il est milieu de terrain.

## Palmarès
- Championnat du Paraná : 1996 et 1997
- Championnat de Santa Catarina : 2006
- Championnat du Minas Gerais : 2008, 2009 et 2011